# Gare de Kurtzenhouse
La gare de Kurtzenhouse est une gare ferroviaire française de la ligne de Vendenheim à Wissembourg, située sur le territoire de la commune de Kurtzenhouse dans la collectivité européenne d'Alsace, en région Grand Est.
C'est une halte voyageurs de la Société nationale des chemins de fer français (SNCF) du réseau TER Grand Est, desservie par des trains express régionaux.

## Situation ferroviaire
Établie à 139 mètres d'altitude, la gare de Kurtzenhouse est située au point kilométrique (PK) 12,298 de la ligne de Vendenheim à Wissembourg, entre les gares de Weyersheim et de Bischwiller.

## Histoire
En 2014, c'est une gare voyageurs d'intérêt local (catégorie C : moins de 100 000 voyageurs par an de 2010 à 2011), qui dispose de deux quais, deux abris et une passerelle.

## Fréquentation
De 2015 à 2024, selon les estimations de la SNCF, la fréquentation annuelle de la gare s'élève aux nombres indiqués dans le tableau ci-dessous.
| Année     | 2015    | 2016   | 2017   | 2018   | 2019    | 2020   | 2021   | 2022   | 2023    | 2024    |
| --------- | ------- | ------ | ------ | ------ | ------- | ------ | ------ | ------ | ------- | ------- |
| Voyageurs | 103 240 | 96 678 | 97 670 | 94 148 | 101 037 | 66 860 | 80 030 | 94 909 | 106 934 | 111 836 |

## Service des voyageurs

### Accueil
Halte SNCF, c'est un point d'arrêt non géré (PANG) à accès libre. Elle est équipée d'automates pour l'achat de titres de transport.

### Desserte
Kurtzenhouse est une halte voyageurs du réseau TER Grand Est, desservie par des trains express régionaux des relations : Strasbourg - Haguenau (ligne 04). et  Strasbourg - Wissembourg - Neustadt (ligne 34).

### Intermodalité
Un parc pour les vélos et un parking pour les véhicules y sont aménagés.